# Samangān-e Soflá
Samangān-e Soflá (persiska: سمنگان سفلی) är en ort i Iran.   Den ligger i provinsen Kermanshah, i den nordvästra delen av landet, 400 km väster om huvudstaden Teheran. Samangān-e Soflá ligger 1 288 meter över havet och antalet invånare är 212.
Terrängen runt Samangān-e Soflá är varierad.Runt Samangān-e Soflá är det ganska tätbefolkat, med 185 invånare per kvadratkilometer. Närmaste större samhälle är Şaḩneh, 14,9 km öster om Samangān-e Soflá. Trakten runt Samangān-e Soflá består till största delen av jordbruksmark.